# Stop (chanson des Spice Girls)
Pour les articles homonymes, voir Stop.
Singles de Spice Girls
Too Much
(1997) Viva Forever
(1998)
Stop est le troisième single du groupe Spice Girls, extrait de son deuxième opus Spiceworld. Le single sort le 9 mars 1998 au Royaume-Uni. Le titre est écrit par Les Spice Girls, ainsi que Andy Watkins et Paul Wilson et composé par Absolute. Stop est une musique pop  aux influences Blues-Soul, qui parle d’un ralentissement durant la parade nuptiale.
La chanson est un succès, se classant à la 2e place au Royaume-Uni, dès le premier jour de sa sortie,. Il s’érige à la 6eme meilleure vente de singles à L’Europe Chart.
Elle se classe dans le top 10 dans de nombreux pays comme la Finlande, l’Irlande, les Pays-Bas, la Suède, la Belgique, la France, l‘Italie et la Suisse,,,,.
Au niveau mondial, la chanson est considérée comme un classic de la musique pop moderne,,.

## Historique
Après avoir triomphé avec leur premier opus Spice, qui avait déclenché la « Spice Mania », un phénomène de société mondial, équivalent à celui de la « Beatlemania »,,,,,, les Spice Girls commencent alors à travailler sur un projet de film et d'album tous deux intitulés Spiceworld,.

## Structure
Stop est une musique pop aux influences blues-soul, qui parle d’un ralentissement durant la parade nuptiale.

## Performance commerciale
La chanson est un succès, se classant à la 2e place au Royaume-Uni, dès le premier jour de sa sortie,. Il s’érige à la 6eme meilleure vente de singles à L’Europe Chart.
Elle se classe dans le top 10 dans de nombreux pays comme la Finlande, l’Irlande, les Pays-Bas, la Suède, la Belgique, la France, l‘Italie et la Suisse,,,,.

## Clip vidéo
Le vidéoclip qui accompagne la chanson, est réalisé par Howard Greenhalgh et James Byrne. Il y démontre les cinq chanteuses chantant et dansant dans un petit village d’Irlande.

## Impact et héritage culturel
Au niveau mondial, la chanson est considérée comme un classic de la musique pop moderne,,.

## Liste et formats
| - Royaume-Uni CD1/Australie CD1/Brésil CD/U.S. CD1, 1. Stop – 3:24 2. Something Kinda Funny (Live in Istanbul) - 4:43 3. Mama (Live in Istanbul) – 5:18 4. Love Thing (Live in Istanbul) – 5:06 - Royaume-Uni CD2/Australie CD2/Europe CD/Japon CD, 1. Stop – 3:24 2. Ain't No Stoppin' Us Now (featuring Luther Vandross) – 4:55 3. Stop (Morales Remix) – 7:23 4. Stop (Stretch 'N' Vern's Rock & Roll Mix) – 9:11 - Europe 2-track CD 1. Stop – 3:24 2. Ain't No Stoppin' Us Now (featuring Luther Vandross) – 4:55 | - U.S. CD2 1. Stop – 3:24 2. Stop (Morales Remix) – 7:23 3. Stop (Stretch 'N' Vern's Rock & Roll Mix) – 9:11 4. Stop (Morales Dub) – 8:11 - U.S. Cassette 1. Stop - 3:24 2. Something Kinda Funny (Live in Istanbul) - 4:43 3. Stop (Morales Remix) – 7:23 - UK promo 12" vinyl single 1. A1: Stop (Morales Remix) – 9:26 2. A2: Stop (Stretch 'N' Vern's Rock & Roll Mix) – 10:56 3. B1: Stop (Morales Dub) – 8:11 4. B2: Stop (Stretch 'N' Vern's Dub) – 11:17 |

## Classement hebdomadaire
| Chart (1998)                   | Peak position |
| ------------------------------ | ------------- |
| Australie                      | 5             |
| Autriche                       | 12            |
| Flandres                       | 9             |
| Wallonie                       | 8             |
| Canada                         | 3             |
| Pays-Bas                       | 6             |
| Europe                         | 6             |
| Finlande                       | 6             |
| Hongrie                        | 1             |
| France                         | 3             |
| Allemagne                      | 35            |
| Irelande                       | 3             |
| Italie                         | 15            |
| Nouvelle-Zélande               | 9             |
| Écosse (OCC)                   | 4             |
| Suède                          | 2             |
| Suisse                         | 20            |
| Royaume-Uni (UK Singles Chart) | 2             |
| US Billboard Hot 100           | 16            |
| US Hot Dance Club Play         | 14            |
| US Mainstream Top 40           | 39            |